# Jackson Gonçalves
Jackson Henrique Gonçalves Pereira (Franca, Brasil, 3 de junio de 1988), futbolista brasilero. Juega de defensa.

## Clubes
| Club                      | País           | Año       |
| ------------------------- | -------------- | --------- |
| São Paulo FC              | Brasil         | 2007-2011 |
| Uberaba SC (Cedido)       | Brasil         | 2008      |
| Mogi Mirim EC (Cedido)    | Brasil         | 2009      |
| AD São Caetano (Cedido)   | Brasil         | 2009      |
| Botafogo FC (Cedido)      | Brasil         | 2010      |
| FC Dallas                 | Estados Unidos | 2010-2013 |
| Cruzeiro (Cedido)         | Brasil         | 2012      |
| Toronto FC                | Canadá         | 2014-2015 |
| Clube Atlético Itapemirim | Brasil         | 2016      |
| San Francisco Deltas      | Estados Unidos | 2017      |
| Fresno FC                 | Estados Unidos | 2019      |

- Datos: Q2012450